# 越後三大花火
越後三大花火（えちごさんだいはなび）とは、現代において新潟県内で行われるぎおん柏崎まつり、長岡まつり、片貝まつりの3つの花火大会を指す呼称である。それらの花火打ち上げ場所の特徴からそれぞれ「海の柏崎、川の長岡、山の片貝」と呼ばれる。

## 海の柏崎

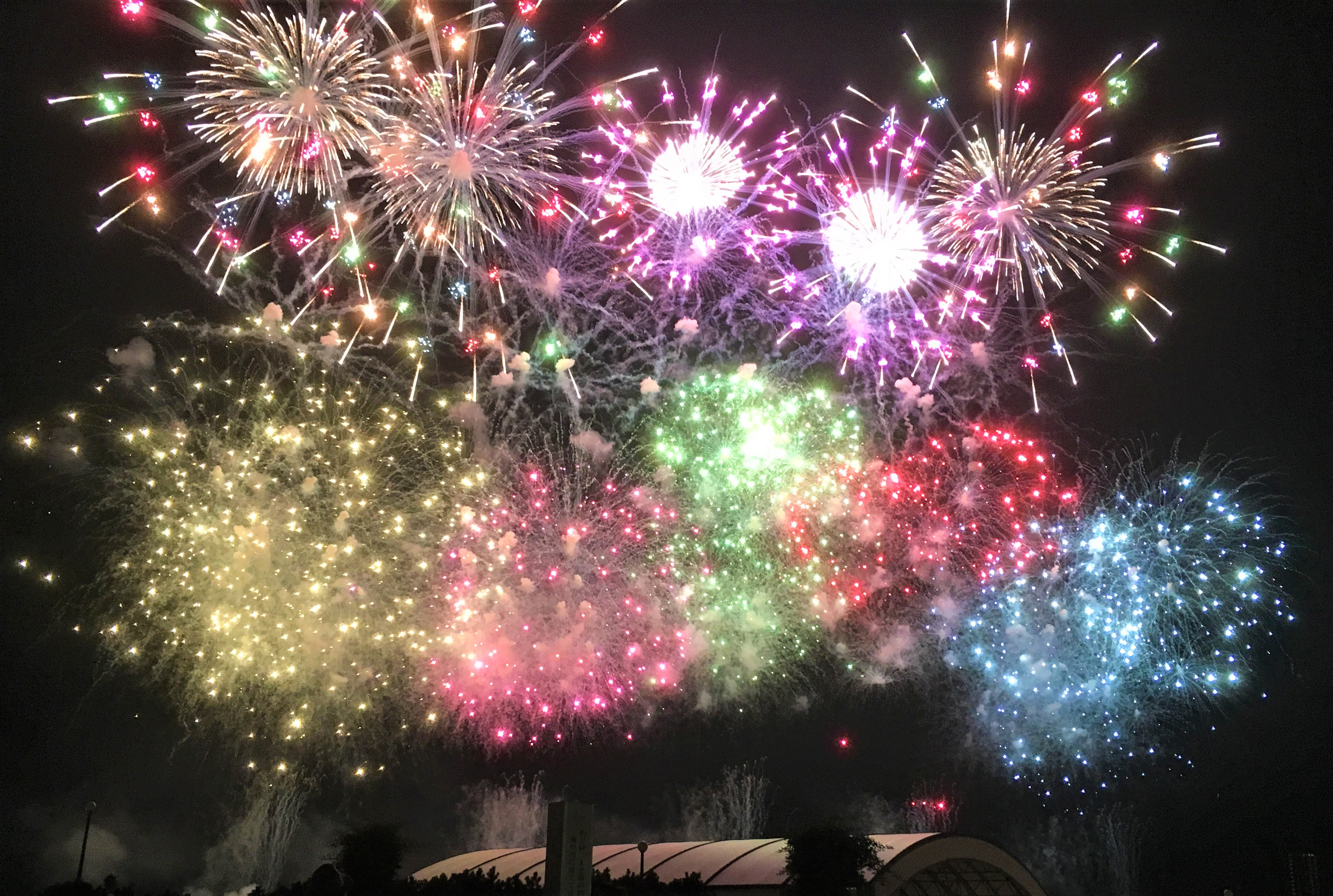
ぎおん柏崎まつり花火大会

ぎおん柏崎まつりは新潟県柏崎市で行われるまつり。
- 花火大会開催日：7月26日（祭り全体の開催日は7月24日から26日までの3日間）
- 主な打ち上げ花火
  - 尺玉100発1500メートル一斉打上
  - 怒涛の尺玉300連発
  - 海上三尺玉 二発同時打上
  - 超ベスビアス海空V連打ワイドスターマイン

など

## 川の長岡
長岡まつりは新潟県長岡市で行われるまつり。

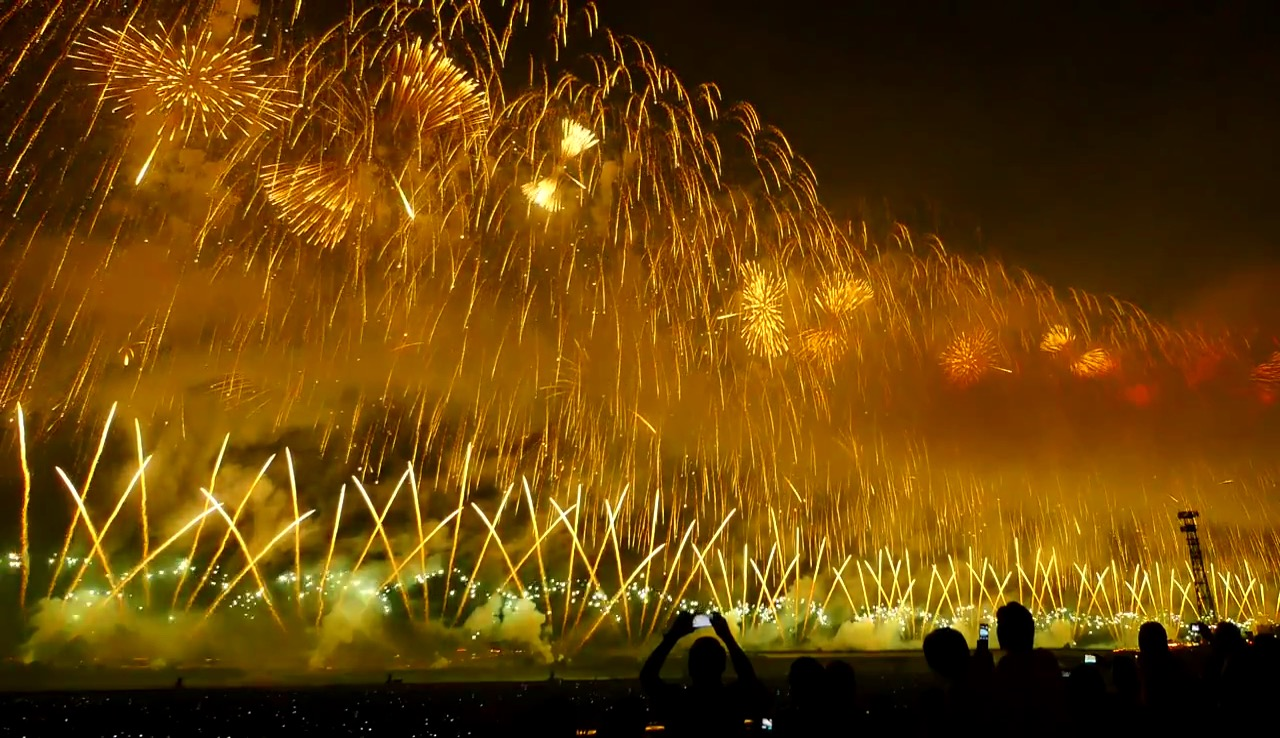
復興祈願花火フェニックス（長岡まつり大花火大会 2015）

- 花火大会開催日：8月2日・3日（祭り全体の開催日は8月1日から3日までの3日間）
- 主な打ち上げ花火
  - 復興祈願花火フェニックス
  - 天地人花火
  - 花火「この空の花」
  - 米百俵花火
  - 正三尺玉・ナイアガラ同時打上
  - 超大型ミラクルスターマイン

など
日本三大花火大会の1つとして華やかさ・派手さを評価され、選ばれている（以下の3大会）。
- 「大曲全国花火競技大会」（秋田県大仙市）
- 「土浦全国花火競技大会」（茨城県土浦市）
- 「長岡まつり大花火大会」（新潟県長岡市）

## 山の片貝

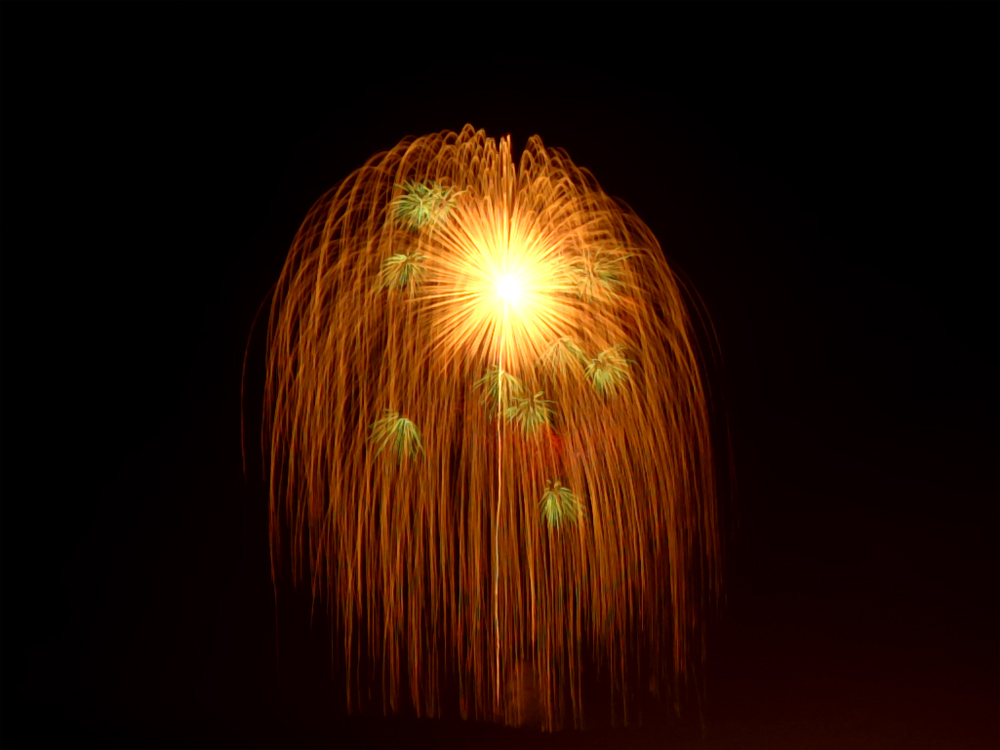
正四尺玉（片貝まつり）

片貝まつりの正式名称は新潟県小千谷市片貝町の浅原神社秋季大祭。片貝まつりの花火は浅原神社への奉納煙火である。
- 花火打ち上げ日：9月第2金曜日と翌日（祭り全体も同期間）
- 主な打ち上げ花火
  - 正四尺玉
  - 真昼の三尺玉
  - 祝還暦 大仕掛超特大スターマイン

など